# Межа (роман)
«Межа» (оригінальна назва — рос. Рубеж) — роман із розповідей українських письменників Марини та Сергія Дяченків у співавторстві з Андрієм Валентиновим та Г. Л. Олді; вийшов  у видавництві «Terra Fantastica» 1999 року.
| книги | Це незавершена стаття про книгу. Ви можете допомогти проєкту, виправивши або дописавши її. |

| книги | Це незавершена стаття про книгу. Ви можете допомогти проєкту, виправивши або дописавши її. |

| Література Книги Фантастика Фентезі Україна |